# Louise Pettersson
Louise Pettersson (født 1972 i Rødovre). Louise Pettersson er en dansk journalist, der siden januar 2023 har fungeret som ansvarshavende chefredaktør for Sjællandske Medier samt medlem af direktionen i virksomheden.
Fra februar 2020 til januar 2023 var Louise Pettersson kulturredaktør på Jyllands-Posten. Louise Pettersson var den første kvindelige kulturredaktør i Jyllands-Postens 151-årige historie.
Louise Pettersson er uddannet journalist fra Danmarks Medie og Journalisthøjskole i år 2000, og har derefter haft flere ledende poster i DR som henholdsvis redaktionsleder på DR SYD i Aabenraa og redaktionschef på DR Trekanten i Vejle.
Fra 2016 til 2020 var hun nyhedschef på TV2 ØSTJYLLAND.